# Заморське
Замо́рське (рос. Заморское) — село у складі Новорського району Оренбурзької області, Росія.

## Населення
Населення — 214 осіб (2010; 314 у 2002).
Національний склад (станом на 2002 рік):
- росіяни — 36 %
- казахи — 34 %